# 人間ばん馬
人間ばん馬（にんげんばんば）はスポーツの一種で、複数の人間がチームを組んで重量物を載せたそりを曳き順位やタイムを競うもの。

## 概要
元々は競馬の一種であるばんえい競馬（ばん馬）がルーツで、本来のばん馬では馬がそりを曳くのに対し「人間がそりを曳く」という点から「人間ばん馬」という呼称がついた。
現在は北海道常呂郡置戸町（6 - 7月）、千葉県長生村（5月）、北海道帯広市（10月）などで大会が開催されている。一般には特に置戸町の大会が有名で、後述するようにテレビ番組等で取り上げられている。

## 置戸町の大会
置戸町にて毎年7月第1日曜日に開催している。
（2018年まで6月最終日曜日開催、2008年以前は7月第1日曜日開催）

### 歴史
1976年（昭和51年）より置戸町夏祭りのイベントとして開催された『バチ曳き合戦』がルーツで、
第5回大会より『山神祭 人間ばん馬大会』と名称変更。

### ルール
五人曳きと七人曳きの競技があり、予選で300 kg、決勝で500 kgの重さの丸太を積んだバチ（ソリ）で全長80 mのコース（途中2カ所に高さ1.2 mの障害有り）を曳く競技。
1レース9チーム立てで行われ、予選は五人曳きで2レース（各レース上位4チーム決勝へ）、七人曳きで3レース（各レース上位3チームが決勝へ）にて競われる。
優勝賞金は五人曳きで50万円、七人曳きで30万円。

### メディア
過去にテレビ朝日にて明石家さんまがメイン司会の「さんまのナンでもダービー」のG1競技として数回放映。

### 過去に出場した有名人
- 武部勤（自民党元幹事長）
- 志村けん
- 浅香唯
- 天地真理